# Ley española de Divorcio de 1932
La Ley española de Divorcio de 1932  fue una ley del ordenamiento jurídico español de la II República española, se aprobó el 25 de febrero de ese año y se publicó en La Gaceta el 2 de marzo, que reguló, por primera vez en la historia de España, el derecho de divorcio. 
En el transcurso de la guerra civil española, el bando franquista, en un primer momento y en la parte del territorio que tenía bajo su control, estableció su suspensión, el 2 de marzo de 1938. Posteriormente, una vez el dictador Francisco Franco hubo ganado la contienda bélica, derogó, explícitamente, la ley, el 23 de septiembre de 1939.
Con la muerte del dictador Francisco Franco, el 20 de noviembre de 1975, y el posterior retorno de la democracia hizo posible, otra vez, en el último cuarto del Siglo XX, el reconocimiento del derecho de divorcio mediante la aprobación de la ley de divorcio de 1981.

## Constitución de 1931 de la II República

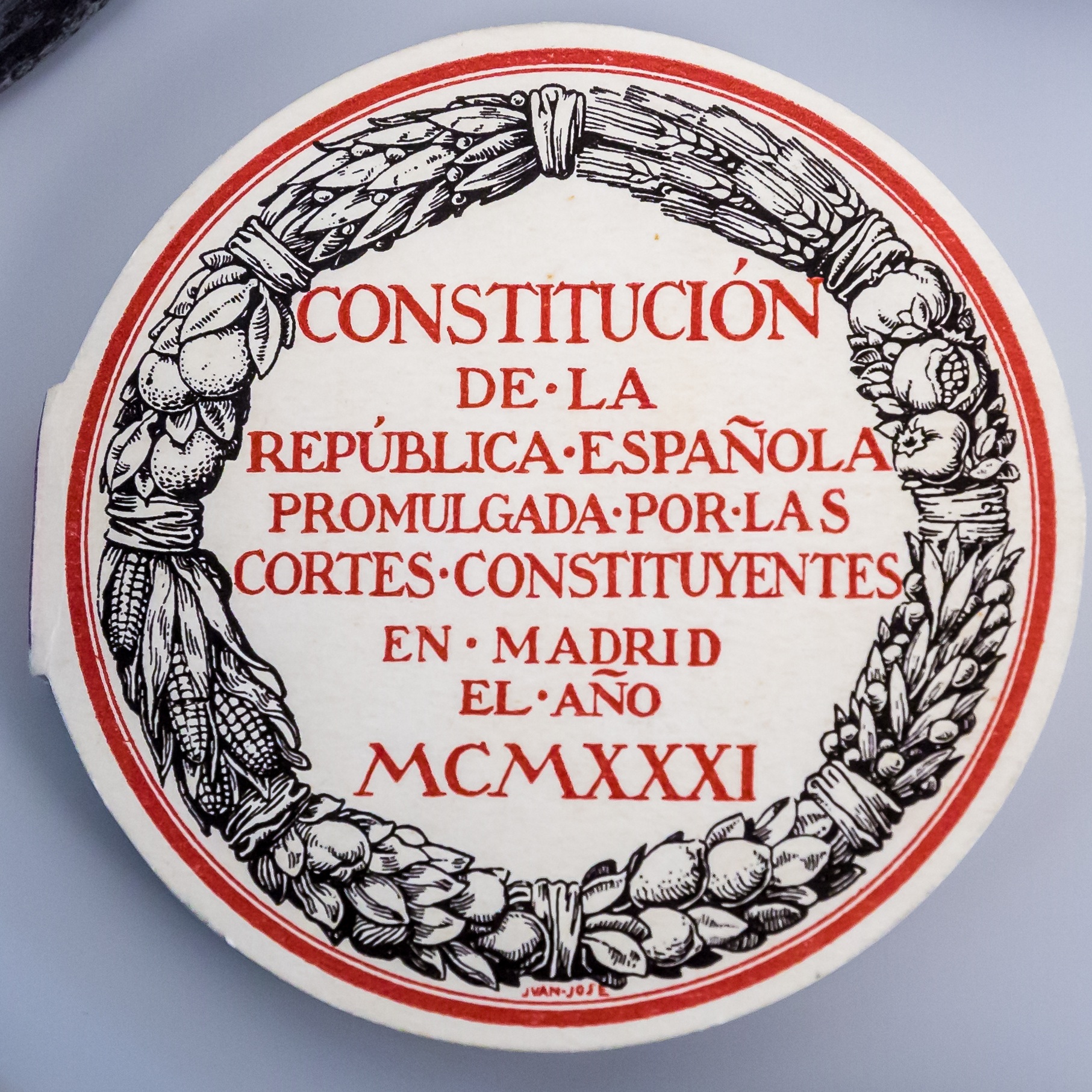
Constitución de la II República (1931), la única que ha reconocido explícitamente el derecho de divorcio en la historia de España.

### Reconocimiento constitucional del derecho de divorcio
La primera vez que se reconoció legalmente el derecho de divorcio en España, tal y como lo conocemos actualmente, fue en la Segunda República, en el artículo 43 de la Constitución de 1931, pudiéndose solicitar de mutuo acuerdo, o por uno de los cónyuges, siempre bajo causa justa:

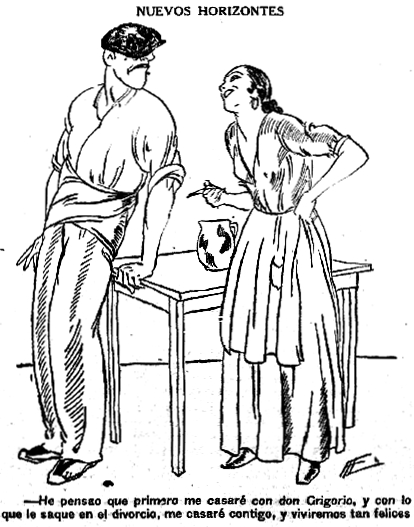
Caricatura de la revista satírica conservadora Gracia y Justicia (1931), publicada como parte de la campaña contra la legalización del divorcio.

"La familia está bajo la salvaguardia especial del Estado. El matrimonio se funda en la igualdad de derechos para uno y otro sexo, y podrá disolverse por mutuo disenso o a petición de cualquiera de los cónyuges con alegación en este caso de justa causa".
Hasta entonces, la disolución del matrimonio quedaba circunscrita a lo establecido en el Código Civil de 1889 a través de su artículo 52 a la muerte de uno de los cónyuges:
"El matrimonio se disuelve por la muerte de uno de los cónyuges"

#### Oposición al reconocimiento constitucional del derecho de divorcio
En el transcurso del proceso constituyente, en el que se debatía el contenido y redactado de la constitución, en lo referente a reconocer el divorcio como derecho constitucional hubo la oposición por parte de la derecha católica y conservadora representada en la Minoría Agraria y en la Minoría vasco-navarra. 
El portavoz de la Minoría Agraria, en el debate de totalidad, el canónigo y diputado por Burgos, Ricardo Gómez Rojí, alegó su posición contraria en nombre de la familia, del bien de las mujeres y los hijos, porque el matrimonio es un sacramento indisoluble. Aportando, como alternativa, la separación En sus propias palabras decía:

"¿Qué puede el Estado en cuanto al matrimonio? [...] En cuanto a los infieles, los autores discrepan; pero respecto a los bautizados, señores, por una razón de carácter doctrinal, la potestad civil tiene que detenerse delante de ese vínculo del sacramento, porque si el Estado quiere invadir esa unión es porque niega la existencia del sacramento. 

Me diréis muchos ¿Y el divorcio? Yo pregunto: ¿Es que el divorcio está en la naturaleza de las cosas? ¿Es que la misma naturaleza del hombre y de la mujer no tienden espontáneamente a jurarse amor eterno? ¿Es que la maternidad puede tener la seguridad de sus fines y de su honor si se establece el divorcio? ¿Es que la educación de los hijos puede estar garantizada si se dan facilidades para el divorcio? 
Me diréis que el matrimonio es un contrato. Pero es un contrato especial; la especialidad de ese contrato está en que el vínculo es exclusivo entre los cónyuges. En la naturaleza de ese contrato especialísimo está la indisolubilidad de ese vínculo conyugal. ¿Es el bien de la sociedad el que vosotros creéis que exige el divorcio? No, porque la mujer, con el divorcio, queda ultrajada; porque esa mujer tiene que volver ultrajada al seno de su familia, y, naturalmente, es un estigma que levanta odios entre las familias de los cónyuges [...]. 
¡Ah, señores! ¡Quién desconoce las tristezas de muchos matrimonios! Pero existe el remedio sin llegar a la ruptura del vínculo, y el remedio es ese divorcio incompleto, esa separación de la casa, esa separación de la convivencia [...]. 

Entre los bautizados, el dogma no podrá autorizar que el Estado ponga su mano en cosa tan sagrada."

Por otro lado, también se posicionó en contra, el portavoz de la Minoría vasco-navarra, el diputado del Partido Nacionalista Vasco, Jesús María de Leizaola, citando unas estadística que mostraban que entre, los divorciados de otros países, el índice de delincuencia y de suicidios era mayor que entre el de los solteros y los casados, y ,según consta en el Diario de Sesiones, provocó "grandes y prolongadas risas" en la Cámara:En su turno de palabra añadía

"el matrimonio es una institución de sacrificio [...] una cruz inevitable, es un sacrificio que santifica [...]. El divorcio un barreno que hará saltar a la familia."

## Aprobación parlamentaria de la ley

### Proyecto de ley
A partir de la base de que la nueva constitución recogía el derecho de divorcio, en su artículo 43, el ministro de justicia, Álvaro de Albornoz,  presentó a la Cámara, el 4 de diciembre de 1931, el proyecto de ley de divorcio, cuyo articulado iba a someterse a discusión a lo largo del mes de febrero siguiente. En esta exposición se establece una relación entre la voluntad del Gobierno de la República de secularizar el Estado y la atención que se venía prestando desde el primer momento al matrimonio y a su estructura jurídica. 

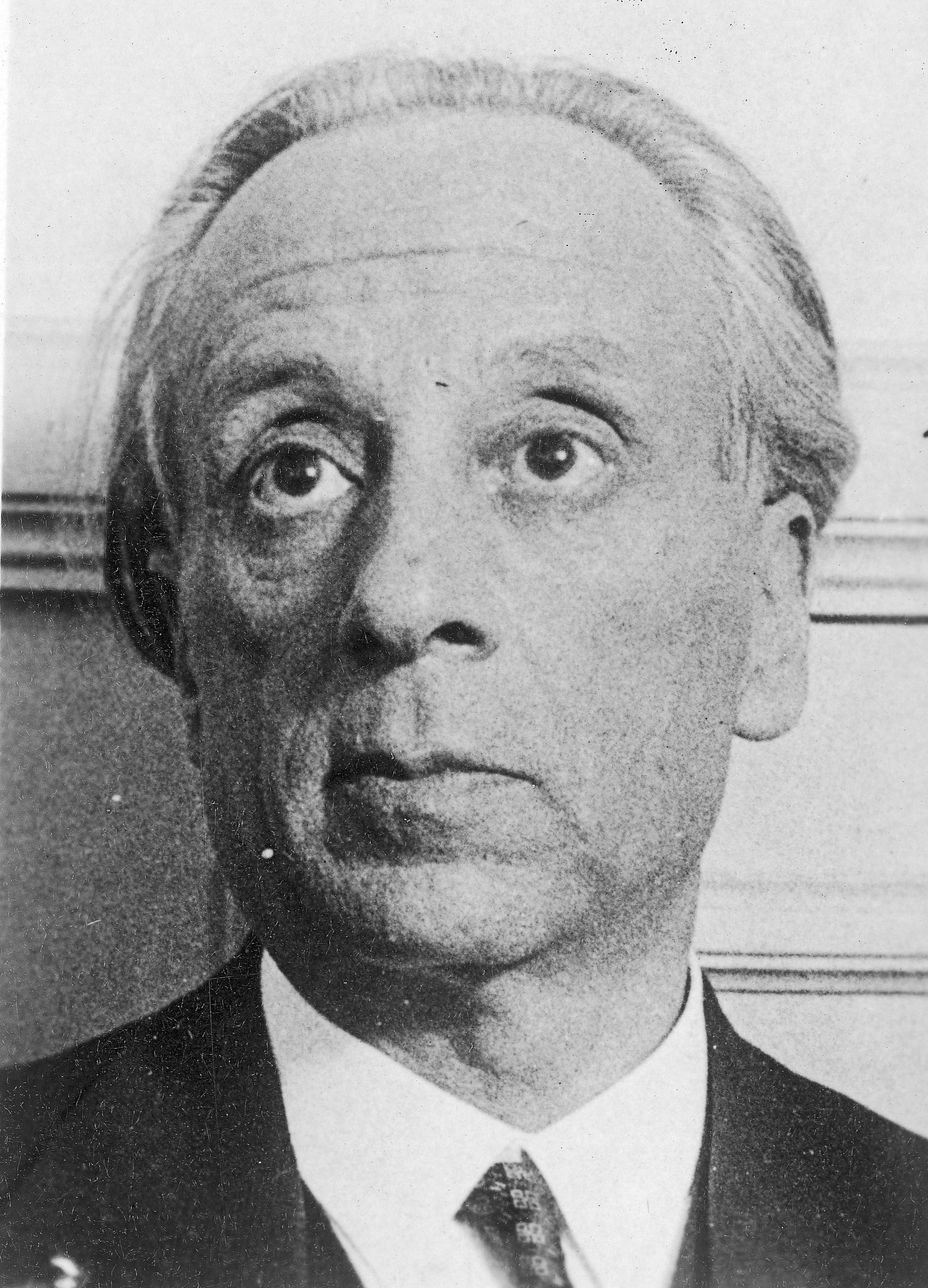
Álvaro de Albornoz, ministro de justicia (1931-1933), impulsor de la Ley de divorcio de 1932.

La regulación del divorcio debía hacerse mediante normas que respetaran a un mismo tiempo la voluntad de las personas individuales y las exigencias de la paz social. Para respetar ambos aspectos, se establecía el mutuo disenso como principio contractual en el divorcio, pero se recababa para el Estado la intervención en su ejercicio y en la disciplina de sus efectos. De manera semejante, se abría un cauce para la acción unilateral de divorcio, siempre que existiera justa causa, pero se rechazaba abiertamente todo sistema de repudio matrimonial por arbitraria decisión de uno de los cónyuges.

### Tramitación parlamentaria
El dictamen emitido sobre este proyecto de ley por la Comisión de Justicia de las Cortes Constituyentes, con fecha de 19 de enero de 1932, introducía sólo leves modificaciones de detalle. 
El 3 de febrero de ese año, comenzó el debate sobre la totalidad del proyecto, conformándose, unas posiciones favorables y otras de contrarias.
En el proceso de tramitación se presentaron varias enmiendas, iniciándose en el mismo primer artículo se presentaron varias enmiendas, que fueron rechazadas. No se presentó ninguna, en cambio, al artículo 2.º, en el que aparece una de las novedades fundamentales de la Ley del Divorcio frente al anterior Código Civil de 1889: la consideración del “divorcio por mutuo disenso”. También se presentaron varias enmiendas a un artículo de especial importancia, el tercero, que trata de las causas del divorcio y en las que la Ley intenta que los dos cónyuges aparezcan en todo lo posible en pie de igualdad. De hecho, a lo largo de toda la Ley hay un intento de tratar por igual a los dos sexos o, en todo caso de favorecer a la mujer, que podía verse, dada su situación social, más perjudicada que el varón por el hecho de divorciarse.

#### Posicionamiento a favor
A favor de la totalidad del proyecto de ley intervinieron los diputados Juan Simeón Vidarte, del PSOE, y César Juarros, de la Derecha Liberal Republicana, entre otros. En líneas generales, su argumentación versaba, como razón determinante, que el matrimonio no puede ser otra que el amor, y que, desaparecido éste, los contrayentes han de disponer de medios legales para disolver el vínculo. Se indicaba que una gran mayoría de matrimonios no ejercerían el derecho de divorcio, con lo que los destinatarios de la ley serían los matrimonios que viven desunidos y que optaran por dicho derecho como salida de la situación.Se defendía que la II República, el nuevo Estado instaurado, cambiara de forma profunda el derecho de familia vigente en España hasta el momento, y que, especialmente, las mujeres podían encontrar, con la aprobación de la ley del divorcio, una vía de libertad delante de las discriminaciones de las que eran víctimas tradicionalmente.Por lo tanto, la Ley de Divorcio suponía un importante avance legal. Además, los políticos progresistas de la época consideraban que era «una de las leyes de la República que más contribuirán a la liberación de la mujer de la tiranía a que había estado sometida en la monarquía».Desde fuera de la Cámara también apoyó el proyecto la prensa próxima a las formaciones políticas favorables a la medida. 

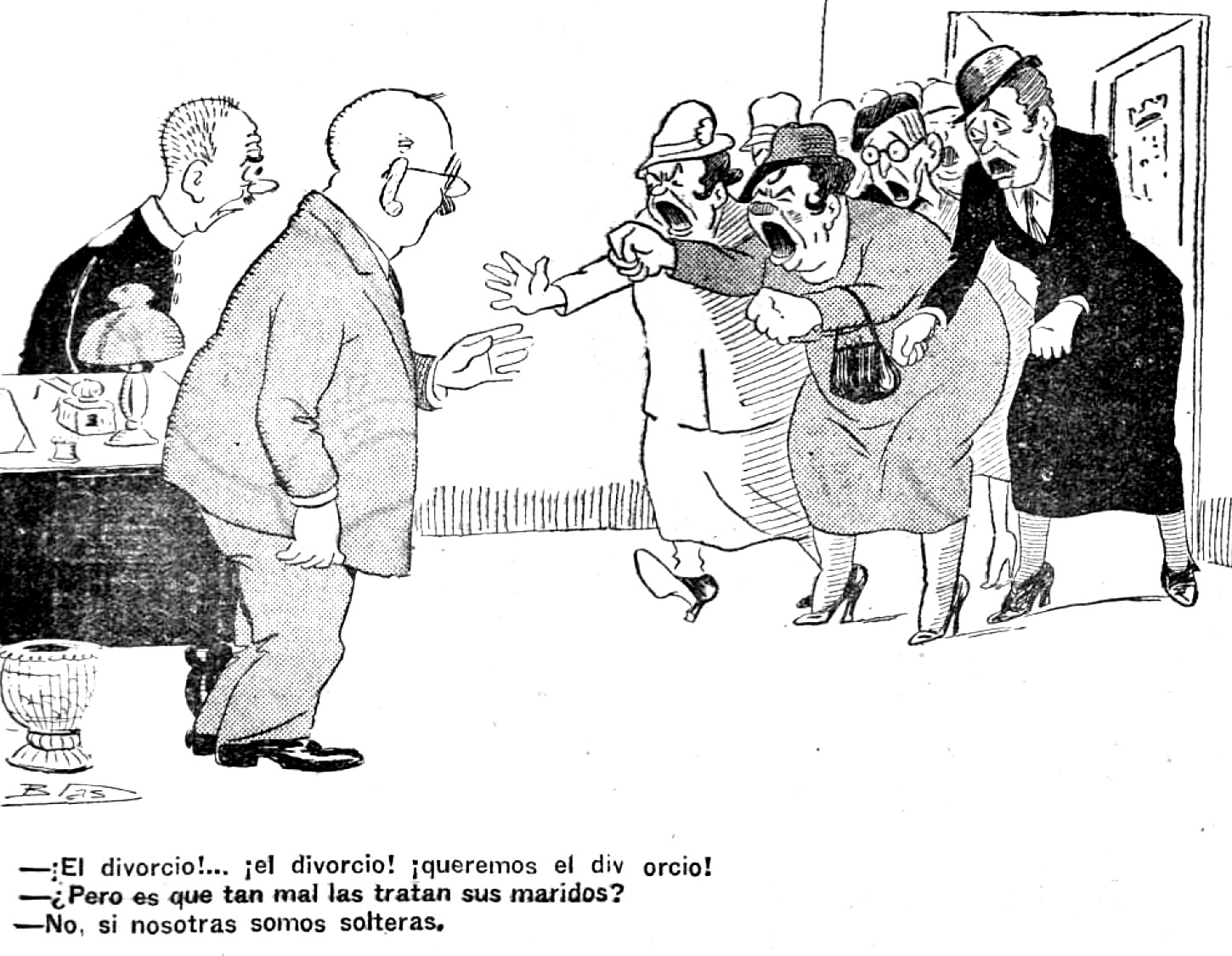
Otra caricatura de la revista Gracia y Justicia, contraria al derecho de divorcio, se muestra a un grupo de mujeres feministas irrumpiendo en un despacho para reclamar el derecho al divorcio, aún a pesar de estar solteras.

#### Posicionamientos en contra
Por otro lado, los diputados de las formaciones católicas y conservadoras se inclinaron en contra. Se pronunció el diputado de Acción Nacional y canónigo de Zaragoza, Santiago Guallar Poza, haciendo referencia a la doctrina tradicional católica sobre el divorcio, fundamentalmente de las encíclicas Arcanum de León XIII y Casti connubii de Pío XI, y reiterando los mismos argumentos utilizados durante el proceso de redacción y aprobación de la constitución. Al mismo tiempo buscaron retrasar al máximo la aprobación de la ley mediante el uso de  técnicas de filibusterismo, ausentándose a lo largo de todo el proceso de tramitación, provocando, reiteradamente, una falta de "quórum" para llevar a cabo las votaciones. A su vez, la prensa de tendencia conservadora y católica realizaba su campaña en contra de la ley de divorcio. En general, se hacía hincapié en el hecho de que la ley de divorcio era expresión del anticatolicismo y se defendía que no iba a solucionar ningún problema, sino al contrario, iba a perjudicar la estabilidad de la institución familiar y a acarrear otra serie de males sociales como el aumento de la criminalidad o de los suicidios.

### Aprobación definitiva
Después de largos debates, el 24 de febrero quedó aprobado el dictamen de la Ley de Divorcio. Al día siguiente, 25 de febrero se procedió a la aprobación definitiva de la Ley, con 260 votos a favor y 23 en contra, que sería publicada en la Gaceta el 11 de marzo de 1932.

## Estructura de la Ley
La Ley de Divorcio de 1932 consta de 69 artículos, unas Reglas Transitorias y una Disposición Final. 
La estructura de la Ley es la siguiente:
- Capítulo I (art. 1.º a 3.º). Del divorcio. Sus causas.
- Capítulo II (art. 4.º a 10.º). Ejercicio de La acción de divorcio.
- Capítulo III. De los efectos del divorcio.
  - Sección primera (art. 11.º a 13.º). De los efectos del divorcio en cuanto a las personas de los cónyuges.
  - Sección segunda (art 14.º a 22.º). De los efectos del divorcio en cuanto a los hijos.
  - Sección tercera (art 23.º a 29.º). De los bienes del matrimonio.
  - Sección cuarta (art. 30.º a 35.º). De los alimentos.
- Capítulo IV (art. 36.º a 40.º). De la separación de bienes y personas.
- Capítulo V. Del procedimiento de divorcio.
  - Sección primera (art. 41.º a 45.º). Disposiciones generales.
  - Sección segunda (art. 46.º a 62.º). Del procedimiento de separación y de divorcio por causa justa.
  - Sección tercera (art. 63.º a 69.º). Del procedimiento de separación y de divorcio por mutuo disenso.

## Consecuencias sociales
En 1936, el índice de divorcios en España era de 165 divorcios por cada mil matrimonios, es decir, un índice muy bajo. Por tanto, se puede afirmar que «la Ley del Divorcio no dio lugar a una crisis del matrimonio o de la institución familiar tal como habían advertido algunos de sus adversarios. Al contrario, el uso moderado que se hizo de la nueva legislación parece confirmar el argumento de quienes lo enfocaban desde la perspectiva de una institución social que había de fortalecer la familia y el matrimonio, al actuar como válvula de seguridad para ratificar la situación de estos matrimonios irremediablemente rotos, e incluso permitir establecer las condiciones necesarias para emprender una nueva experiencia matrimonial».
Sin embargo, esta Ley tuvo una importancia fundamental desde el punto de vista ideológico, al presentarse como una defensa de la mujer (aunque los autores católicos defendían justamente lo contrario) y un paso adelante en el camino por la igualdad de derechos de los sexos, hasta el punto de que fue considerada, en su época, como la Ley más progresista de Europa.

## Guerra civil y dictadura franquista: suspensión y derogación

### Guerra civil: suspensión en el bando franquista
En el transcurso de la guerra civil española, el bando franquista, en un primer momento y en la parte del territorio que tenía bajo su control, estableció la suspensión de los litigios de separación y divorcio, a través de un decreto, aprobado por el Consejo de ministros, presidido por Francisco Franco, el 2 de marzo de 1938, en Burgos:
"la suspensión de todas las actuaciones judiciales en los pleitos de separaciones de cónyuges y divorcios tramitados con arreglo a la Ley de 2 de marzo de 1932."
Desde ese instante y hasta la finalización del enfrentamiento armado, España vivió una realidad dual y diferenciada en cuanto a la jurisdicción, puesto que en el territorio aun controlado por el bando republicano seguía vigente la aplicación, con todos sus efectos, de la ley de divorcio de 1932.

### Dictadura franquista: derogación del divorcio, matrimonio indisoluble
Posteriormente, una vez el bando franquista hubo ganado la contienda bélica, derogó, explícitamente, la ley del divorcio de 1932, mediante la aprobación de la ley de 23 de septiembre de 1939, la exposición de motivos recogía lo siguiente:
"El nuevo Estado Español anunció, desde un principio, la derogación de la legislación laica, devolviendo así a nuestras Leyes el sentido tradicional, que es el católico. Por tanto, derogada la ley del Matrimonio Civil y puestas en vigor, siquiera sea de un modo transitorio, las disposiciones del Título cuarto Libro primero del Código Civil, no podía quedar en período de mera suspensión la ley de Divorcio de dos de marzo de mil novecientos treinta y dos, siendo necesaria ya una derogación explícita de la misma, por tratarse de Ley distinta de la mencionada de Matrimonio Civil y radicalmente opuesta al profundo sentido religioso de la sociedad española."
A continuación, en el artículo único de la ley quedaba transcrito de esta forma:
"Queda derogada la ley de Divorcio de dos de marzo de mil novecientos treinta y dos y las disposiciones complementarias de la misma, quedando vigente en la materia las disposiciones del Código Civil."
En las siete disposiciones transitorias se fijaban efectos retroactivos de la ley para declara nulas todas las sentencias de divorcio, a instancia de una de las partes, y que, según la casuística, o no podían volver a casarse de nuevo con otra persona o se les dejaba el divorcio sin efectos con lo que el antiguo matrimonio volvía a tener vigencia. 
Desde entonces, y por más de cuarenta años, el divorcio no estaría contemplado en la legislación española, no pudiéndose ejercer de nuevo hasta 1981.

Más adelante, para no dejar ningún género de dudas, con la aprobación, el 17 de julio de 1945, del Fuero de los Españoles, siendo una de las ocho Leyes Fundamentales del Franquismo, que establecía una serie de derechos, libertades y deberes de todo ciudadano, fijaba, mediante su artículo 22, el matrimonio como indisoluble:
"- El Estado reconoce y ampara a la familia como institución natural y fundamento de la sociedad, con derechos y deberes anteriores y superiores a toda ley humana positiva.
- El matrimonio será uno e indisoluble. "
[...]

## Reinstauración del divorcio: ley de Divorcio de 1981
Con la muerte del dictador Francisco Franco, el 20 de noviembre de 1975, y el posterior retorno de la democracia hizo posible, otra vez, en el último cuarto del Siglo XX, el reconocimiento del derecho de divorcio. Si bien se tendría que esperar hasta el año 1981 con la aprobación de la ley de divorcio de ese año, puesto que en la constitución de 1978 no está reconocido explícitamente.

## Enlaces
- La Ley de Divorcio de 1932, como publicada en la Gaceta de Madrid.

- Datos: Q5974407